# فيفيان كاسي كوبر
فيفيان كاسي (بالإنجليزية: Vivienne Cassie Cooper)‏ كوبر الاسم عند الولادة، (ولدت في 29 أيلول/سبتمبر 1926) عالمة عوالق ونبات من نيوزيلندا.

## حياتها المبكرة
ولدت كاسي كوبر في أوكلاند. حصلت على البكالوريوس والماجستير من جامعة أوكلاند، وشهادة الدكتوراه من جامعة فيكتوريا في ويلينغتون.

## السيرة المهنية
في عام 1975، أجرت أوّل دراسة إقليمية للعوالق النباتية في نيوزيلندا. وركّزت في وقتٍ لاحقٍ من حياتها بشكلٍ أكبر على علم النبات المائي، وعُيّنت عالِمة أبحاث في طحالب المياه العذبة في قسم النبات في دائرة البحوث العلمية والصناعية (DSIR). كتبت خلال مسيرتها المهنية أكثر من خمسين ورقة بحثية والعديد من الكتب، بما في ذلك العوالق النباتية البحرية في نيوزيلندا وقوائم المراجعة لمشطورة المياه العذبة في نيوزيلندا. كما نشرت كوبر الطحالب المكروية - الأعجوبة المجهرية التي كتبتها لجذب جمهور القراء الأكثر شعبية.
حصلت كاسي كوبر على العديد من الجوائز والألقاب لإنجازاتها، بما في ذلك وسام الاستحقاق النيوزيلندي في عام 1997، وزمالة بحثية فخرية من قبل قسم النبات في جامعة أوكلاند وقسم النبات في DSIR، وعضوية فخرية مدى الحياة في جمعية علم المسطحات المائية الداخلية في نيوزيلندا وجمعية علوم البحار النيوزيلندية. وصفت بأنّها «خبيرة بارزة في نيوزيلندا» في الدياتوم.
كانت كاسي كوبر عضو مؤسسة في الجمعية الأسترالية لعلم النباتات المائية وعلم الطحالب والجمعية الدولية للدياتومات ورابطة آسيا والمحيط الهادئ لعلم الطحالب. تقاعدت في عام 1986.

## حياتها الشخصية
تزوجت من ريتشارد موريسون كاسي في عام 1953، أستاذ زميل في جامعة أوكلاند. لديهما طفلان. توفي في عام 1974، لكن كوبر واصلت بحثها حتى يومنا هذا (اعتبارًا من 2017).   ثم تزوّجت من عالم النبات روبرت سيسيل كوبر في عام 1984.
يستخدم اسم كاسي في قائمة مختصرات أسماء علماء النبات للإشارة إلى هذا الشخص كمؤلف عند الاستشهاد باسم نباتي.